# NGC 6287
NGC 6287 é um aglomerado globular na direção da constelação de Ophiuchus. O objeto foi descoberto pelo astrônomo William Herschel em 1784, usando um telescópio refletor com abertura de 18,6 polegadas. Devido a sua moderada magnitude aparente (+9,3), é visível apenas com telescópios amadores ou com equipamentos superiores. 